# باب الحمراء
باب الحمراء هي من أبواب مدينة فاس التاريخية، وكان يحمل اسمه القديم {باب الجيزيين}، ويقع هذا الباب عن يمين الخارج من باب الفتوح، وينسب إلى قبيلة كانت تستقر بالقرب من الباب عند تأسيس المدينة 704 ميلادية، وأغلق سنة 357 هجرية يوم خروج جثة الدارس بن إسماعيل بسبب سقوطها على رؤوس حامليها.